# とーとつにエジプト神
『とーとつにエジプト神』（とーとつにエジプトしん）は、yukaによる、エジプト神話の神を題材としたキャラクター。丸みのある2頭身調の姿のエジプトの神々たちがおりなす、可愛くてゆるい世界観をテーマとし、SNSやグッズで人気を博したほか、書籍も発売されている。

## 登場キャラクター
アヌビス
声 - 下野紘
主人公の審判の神。ミイラを作るのが趣味。
トト
声 - 梶裕貴
知恵の神。他人の相談によく乗っている。
メジェド
声 - 緑川光
全てが謎に包まれた存在。
バステト
声 - 小林ゆう
ネコの姿をした女神。マイペースで飽きっぽい。
セト
声 - 吉野裕行
破壊の神。ホルスと仲が悪く、よく嫌がらせをしている。
ホルス
声 - 島﨑信長
ハヤブサの頭を持つ力の強い神。日々アルバイトをしていて忙しい。
ラー
声 - 津田健次郎
太陽神であり、父。よく船旅に出る。
アペプ
声 - 遊佐浩二
闇と混沌、悪の化身。海に住んでおり、混沌をまき散らす。
クヌム
声 - 浪川大輔
羊の姿の神。工芸が得意で、師匠と呼ばれている。
サ・タ
声 - 田村ゆかり
蛇の姿の女神。アイドルであり、多くの男性ファンがいる。
ウェネト
声 - 蒼井翔太
ウサギの姿の神。眠っていることが多い。
オッター
神に仕えている、カワウソの姿をした神。
セベク
声 - 諏訪部順一
ワニの姿をした神。強大で、他の神から恐れられている。

## 書誌情報
- yuka『とーとつにエジプト神』フロンティアワークス〈リラクトコミックス〉、2020年4月15日発売[3]、ISBN 978-4-86657-322-9

## アニメ
第1期はWebアニメとして、2020年12月7日よりU-NEXTほかにて配信。ナレーションは中村倫也。1話約6分の短編アニメ。全10話。
第2期『とーとつにエジプト神2』（とーとつにエジプトしんツー）はテレビアニメとして、2023年1月11日から3月15日までTOKYO MXにて5分枠で放送。全10話。

### スタッフ
- 原作 - yuka[2]
- 監督 - 菊池カツヤ[2]
- シリーズ構成 - 東出祐一郎[2]
- キャラクターデザイン・総作画監督 - 奥山鈴奈[2]
- 美術監督・美術設定 - 長岡慎治[2]
- 色彩設計 - 松山愛子[2]
- 撮影監督 - 今泉秀樹[2]
- 編集 - 茶圓一郎[2]
- 音楽 - 井内啓二[2]
- 音楽制作 - IMAGINE[2]
- 音響監督 - 横田知加子[2]
- 音響効果 - 山田香織[2]
- プロデューサー - 白石容子（第1期）、中村誠（第2期）、丸山大介、長谷川嘉範
- アニメーションプロデューサー - 櫻井崇
- アニメーション制作 - 颱風グラフィックス[2]
- 製作 - とーとつにエジプト神製作委員会

### 主題歌
「コシャリズム」
アヌビス（下野紘）、トト（梶裕貴）による第2期オープニングテーマ。作詞・作曲はイイジマケン。

### 各話リスト
| 話数   | サブタイトル                     | 脚本       | 絵コンテ   | 演出       | 作画監督 | 配信日         |
| ------ | -------------------------------- | ---------- | ---------- | ---------- | -------- | -------------- |
| 第1話  | とーとつにエジプト神             | 東出祐一郎 | 菊池カツヤ | 菊池カツヤ | 奥山鈴奈 | 2020年 12月7日 |
| 第1話  | とーとつにアヌビス               | 東出祐一郎 | 菊池カツヤ | 菊池カツヤ | 奥山鈴奈 | 2020年 12月7日 |
| 第2話  | とーとつに登場                   | 東出祐一郎 | 菊池カツヤ | 菊池カツヤ | 奥山鈴奈 | 12月14日       |
| 第2話  | とーとつにバステト               | 東出祐一郎 | 菊池カツヤ | 菊池カツヤ | 奥山鈴奈 | 12月14日       |
| 第3話  | とーとつに休日                   | 東出祐一郎 | 菊池カツヤ | 菊池カツヤ | 奥山鈴奈 | 12月21日       |
| 第3話  | とーとつにトト                   | 東出祐一郎 | 菊池カツヤ | 菊池カツヤ | 奥山鈴奈 | 12月21日       |
| 第4話  | とーとつにホルスとセト           | 東出祐一郎 | 菊池カツヤ | 菊池カツヤ | 奥山鈴奈 | 12月28日       |
| 第4話  | とーとつに犬猿の仲               | 東出祐一郎 | 菊池カツヤ | 菊池カツヤ | 奥山鈴奈 | 12月28日       |
| 第5話  | とーとつにラーとアペプ           | 東出祐一郎 | 菊池カツヤ | 菊池カツヤ | 奥山鈴奈 | 1月4日         |
| 第5話  | とーとつにお土産                 | 東出祐一郎 | 菊池カツヤ | 菊池カツヤ | 奥山鈴奈 | 1月4日         |
| 第6話  | とーとつに魔法使いトトと怪盗セト | 東出祐一郎 | 菊池カツヤ | 菊池カツヤ | 奥山鈴奈 | 1月11日        |
| 第7話  | とーとつにコタツ                 | 東出祐一郎 | 菊池カツヤ | 菊池カツヤ | 奥山鈴奈 | 1月18日        |
| 第7話  | とーとつにメジェド               | 東出祐一郎 | 菊池カツヤ | 菊池カツヤ | 奥山鈴奈 | 1月18日        |
| 第8話  | とーとつにアイドル               | 東出祐一郎 | 菊池カツヤ | 菊池カツヤ | 奥山鈴奈 | 1月25日        |
| 第8話  | とーとつにとーげい               | 東出祐一郎 | 菊池カツヤ | 菊池カツヤ | 奥山鈴奈 | 1月25日        |
| 第9話  | とーとつに田んぼ                 | 東出祐一郎 | 菊池カツヤ | 菊池カツヤ | 奥山鈴奈 | 2月1日         |
| 第9話  | とーとつにブランコ               | 東出祐一郎 | 菊池カツヤ | 菊池カツヤ | 奥山鈴奈 | 2月1日         |
| 第10話 | とーとつに宴会                   | 東出祐一郎 | 菊池カツヤ | 菊池カツヤ | 奥山鈴奈 | 2月8日         |

| 話数   | サブタイトル                         | 脚本       | 絵コンテ     | 演出         | 作画監督                      | 初放送日       |
| ------ | ------------------------------------ | ---------- | ------------ | ------------ | ----------------------------- | -------------- |
| 第1話  | おかえりなさいとーとつにエジプト神   | 東出祐一郎 | 上田慎一郎   | 上田慎一郎   | st.シルバー 苗木陽子 小堤悠香 | 2023年 1月11日 |
| 第2話  | とーとつにひな祭り                   | 東出祐一郎 | セトウケンジ | セトウケンジ | -                             | 1月18日        |
| 第3話  | とーとつに魔法使い、ふたたび         | 東出祐一郎 | セトウケンジ | セトウケンジ | -                             | 1月25日        |
| 第4話  | とーとつに夜食                       | 綾奈ゆにこ | セトウケンジ | セトウケンジ | -                             | 2月1日         |
| 第5話  | とーとつにお助けオッター             | 東出祐一郎 | 小林一三     | 橋本みつお   | ホーバル・シェゲスタ・ダーレ  | 2月8日         |
| 第6話  | とーとつに作戦会議                   | 綾奈ゆにこ | 小林一三     | 橋本みつお   | デストリ・バシク・デニゼ      | 2月15日        |
| 第7話  | とーとつにセベク                     | 東出祐一郎 | 小林一三     | 小坂春女     | 南原孝衣子                    | 2月22日        |
| 第8話  | とーとつに寝ぐせ                     | 綾奈ゆにこ | 小林一三     | 小坂春女     | 柴田知波                      | 3月1日         |
| 第9話  | とーとつにふゆのおはなし             | 東出祐一郎 | 山元隼一     | 山元隼一     | -                             | 3月8日         |
| 第10話 | 今日も今日とて、とーとつにエジプト神 | 東出祐一郎 | 山元隼一     | 山元隼一     | -                             | 3月15日        |

### 放送局・配信サイト
| 配信開始日     | 配信時間        | 配信サイト |
| -------------- | --------------- | --- |
| 2020年12月7日  | 月曜 12:00 更新 | U-NEXT アニメ放題 dアニメストア ひかりTV ABEMA FOD GYAO! ビデオマーケット music.jp DMM.com GYAO!ストア あにてれ ニコニコチャンネル ムービーフルPlus Rakuten TV HAPPY!動画 |
|                | 月曜 19:00 更新 | TSUTAYA TV |
| 2020年12月8日  | 火曜 0:00 更新  | J:COMオンデマンド TELASA みるプラス |
| 2020年12月14日 | 月曜 12:00 更新 | YouTube |
| 2020年12月21日 |                 | バンダイチャンネル |
| 2021年2月8日   |                 | Amazon Prime Video |

| 放送期間                | 放送時間                     | 放送局   | 対象地域 | 備考 |
| ----------------------- | ---------------------------- | -------- | -------- | ---- |
| 2023年1月11日 - 3月15日 | 水曜 1:00 - 1:05（火曜深夜） | TOKYO MX | 東京都   |      |

| 配信開始日            | 配信時間                   | 配信サイト |
| --------------------- | -------------------------- | --- |
| 2023年1月11日         | 水曜 1:00 更新（火曜深夜） | DMM TV |
| 2023年1月16日以降順次 | 月曜 1:00 更新（日曜深夜） | U-NEXT アニメ放題 dアニメストア ABEMA TELASA J:COMオンデマンド auスマートパスプレミアム milplus バンダイチャンネル FOD アニメタイムズ AnimeFesta ビデオマーケット music.jp GYAO!ストア ニコニコチャンネル ムービーフルPlus Rakuten TV |
|                       | 月曜 12:00 更新            | HAPPY!動画 |